# L'Aube Nouvelle
"L'Aube Nouvelle" (tiếng Việt: Bình minh ngày mới) là quốc ca của Bénin. Sau khi Dahomey độc lập từ Pháp (kế tục của Tây Phi thuộc Pháp), bài hát được chọn làm quốc ca năm 1960. Sau một cuộc đảo chính năm 1972, Cộng hoà Nhân dân Bénin được thành lập, và sau khi đất nước này sụp đổ (trở thành Cộng hoà Bénin năm 1991), quốc ca vẫn được giữ nguyên, trong đó các câu có chứa từ Dahomey và Dahoméen thay đổi thành Bénin và Béninois (Ví dụ: Enfants du Dahomey, debout ! thay đổi thành Enfants du Bénin, debout ! hay Dahoméen, sois fier, et d'une âme sereine thay đổi thành Béninois, sois fier, et d'une âme sereine).

## Lời bài hát
| Lời tiếng Pháp (lời gốc) | Dịch sang tiếng Việt |
| --- | --- |
| Refrain: Enfants du Bénin, debout ! La liberté d'un cri sonore Chante aux premiers feux de l'aurore; Enfants du Bénin, debout ! I Jadis à son appel, nos aïeux sans faiblesse Ont su avec courage, ardeur, pleins d'allégresse Livrer au prix du sang des combats éclatants. Accourez-vous aussi, bâtisseurs du présent, Plus forts dans l'unité, chaque jour à la tâche, Pour la postérité, construisez sans relâche ! Refrain: II Quand partout souffle un vent de colère et de haine, Béninois, sois fier, et d'une âme sereine, Confiant dans l'avenir, regarde ton drapeau ! Dans le vert tu liras l'espoir du renouveau, De tes aïeux le rouge évoque le courage; Des plus riches trésors le jaune est le présage. Refrain: III Tes monts ensoleillés, tes palmiers, ta verdure, Cher Bénin, partout font ta vive parure. Ton sol offre à chacun la richesse des fruits. Bénin, désormais que tes fils tous unis D'un fraternel élan partagent l'espérance De te voir à jamais heureux dans l'abondance. Refrain: | Điệp khúc:I Những đứa con của Bénin, hãy đứng lên! Sự tự do cháy bỏng chấp chứa trong tiếng thét đó; Hát những ngọn lửa đầu tiên của bình minh; Những đứa con của Bénin, hãy đứng lên! I Khi có tiếng gọi thân thương đó, tổ tiên chúng tôi không nản lòng Chiến đấu bằng lòng quả cảm, nhiệt huyết, tràn đầy niềm vui Những trận chiến thắng lẫy lừng với cái giá phải trả bằng máu. Nhanh lên, hỡi những người làm chủ đất nước này, Đoàn kết bền chặt hơn nữa, mỗi ngày tại chiến trường của ta, Vì hậu thế, ta không ngừng gắng sức xây dựng đất nước này! Điệp khúc: II Khi xung quanh nơi này, thoang thoảng ngọn gió của sự tức giận và thù hận, Những con người Bénin ta thật tự hào và âm thầm nhiệt huyết, Hãy tin tưởng vào tương lai, phất cao lá quốc kỳ! Trong sắc xanh, bạn thấy hi vọng mùa xuân, Trong sắc đỏ, bạn thấy dũng khí tổ tiên; Trong sắc vàng, bạn thấy những báu vật lớn lao. Điệp khúc: III Những ngọn núi vàng rực rỡ ánh mặt trời, những cây cọ và đồng cỏ xanh rờn, Bénin mến thương ơi, tỏa sáng khắp muôn nơi. Đất của Người cho ta những thức quả ngon nhất. Bénin ơi, từ đó chúng ta kết đoàn Với tình anh em sẻ chia hy vọng được nhìn thấy quê hương Thụ hưởng sự dồi dào và hạnh phúc vĩnh cửu. |

Lời tiếng địa phương
| Lời tiếng Fon | Lời tiếng Yoruba |
| --- | --- |
| Han gbé dé di sin ayitéhonnoun mi non séa? Hanyìyi: Benin tó vì lè mì, mi sité! Oó mi sité b’á nyi mi désú. Ayi dò hùnhon dayi Djiwè mi bo fon. I Hein sin hwéxónú wè yôlô Éyè ko sô akpakpa togbo miton Lè bô yé ko djè godomin lobo Kpankon bô vankan kpo xominhunhun kpán, Boyi sozonou bô kandjo Kon yanyi bi vanyan vanyan. Hanyìyi II Bénin lidótétó din ton lè mi Lo kan wézoun wá, mi sè takplé Bó man só kanlan gbéo, Ma mon gan do wa toyè zô, Nou é nanyi ta bonou vivoù vivou miton Lè kan nan wa mon gouton ba doula. Hanyìyi III Homin sin kpodo wangbènoumin Djohon do yinyi wè ló kèlô Fji tchobô bénin vi, Ma lin noudé oo vòbo go bèlèo, Ogo bonou noudé ma gba ayi donouwéo Ado kounon houn só winyan oo. Hanyìyi IV Vèdédji do sohou bo kpon asiyà tówé, Sin ton amamou lò niyi noukou dido towé, Bô vôvô lò filin wé ta é togbo towé Yé ko siyin sin houéhonou lé, Koklodjonon lô ka nan djidé wédô, Odôkoun lo ana wa mon dodoo. Hanyìyi V Bénin to tché é ô, o só é wésivô Non bala ta nan yênin nin lé o Dékan man do hiha, ayi kougban é do Agbafa fa lé wè sô do matcho nouwé, Ayondèkpè bo kénou hounou bi non bawé, guélési dé kou non hokan dayi Towédji tcho bo non mon noudou dou oo Hanyìyi VI Oo Béninn, vito wélê ni do gbékpo Bo só noukon yiyi nou, Di nonvi nonvi dohoun, bo donoukou dô wô nan djê, Wô nan djêbo wô nan djê Bô vivoù vivou towé lè nan wa mon dou, Dè é mi kon non honou wé tègbè lé éé ka nin. Hanyìyi | Egbe: Awọn ọmọ Benin, dide! Igbe igbe olominira Ti gbọ ni owurọ akọkọ ti owurọ, Awọn ọmọ Benin, dide! I Ni iṣaaju, ni ipe rẹ, awọn baba wa Mọ bi o ṣe le kopa ninu awọn ogun alagbara Pẹlu agbara, igboya, igboya, o si kun fun ayọ, ṣugbọn ni idiyele ẹjẹ. Awọn akọle ti asiko, iwọ paapaa, darapọ mọ ipa Ni ọjọ kọọkan fun iṣẹ-ṣiṣe ni okun sii ni iṣọkan. Kọ laisi diduro fun iran-iran. Egbe II Nigbati gbogbo ayika wa nfẹ afẹfẹ ibinu ati ikorira: Ara ilu ti Benin jẹ igberaga, ati ni ẹmi idakẹjẹ Gbẹkẹle ọjọ iwaju, kiyesi asia rẹ! Ninu alawọ ewe o ka ireti orisun omi; Pupa n tọka igboya ti awọn baba nla rẹ; Awọn ofeefee sọ asọtẹlẹ awọn iṣura nla julọ. Egbe III Olufẹ Benin, awọn oke-nla rẹ ti oorun, awọn igi-ọpẹ, ati awọn koriko alawọ ewe Fi imọlẹ rẹ han nibikibi; Ilẹ rẹ nfun gbogbo eniyan ni awọn eso ọlọrọ. Benin, lati isinsinyi awọn ọmọ rẹ wa ni iṣọkan Pẹlu ẹmi arakunrin kan pin ireti ti ri ọ Gbadun opo ati idunnu lailai. Egbe |